# Warner Bros. World Abu Dhabi
Warner Bros. World Abu Dhabi is een indoor attractiepark in Abu Dhabi, Verenigde Arabische Emiraten, eigendom van en ontwikkeld door Miral Asset Management. De bouw van het park kostte circa 1 miljard US$. In het park staan de personages uit Warner Bros' franchises zoals Looney Tunes, DC Comics, Hanna-Barbera en andere centraal.
Het park is gelegen op het kunstmatig eiland Yas, dicht bij Ferrari World en het Waterpark van Yas en is het derde themapark van Warner Bros. Verdeeld over zes themagebieden bevat het park 29 attracties, restaurants, winkels en liveshows. 
In november 2021 opende naast het themapark het vijf sterren en 257 kamers tellende WB Abu Dhabi hotel. Het themapark is elke dag open vanaf 11 uur tot 19 of 20 uur lokale tijd.

## Attracties
Een selectie van de attracties in Warner Bros. World Abu Dhabi:
- Justice League: Warworld Attacks
- Scooby Doo: The Museum of Mysteries
- Ani Mayhem
- Tom and Jerry: Swiss Cheese Spin
- Fast and Furry-ous
- Batman: Knight Flight